# Prunus glandulifolia
Prunus glandulifolia är en rosväxtart som beskrevs av Franz Josef Ivanovich Ruprecht och Carl Maximowicz. Prunus glandulifolia ingår i släktet prunusar, och familjen rosväxter. Inga underarter finns listade i Catalogue of Life.